# Editorial Sicània
Sicània va ser una revista i editorial amb base a Sueca, fundada i dirigida per Nicolau-Primitiu Gómez i Serrano en 1954.
La revista, publicada a la ciutat de València entre juliol de 1958 i desembre de 1959, tenia una tirada d'entre 5.000 i 6.000 exemplars, i tenia un important nombre de pàgines en castellà per qüestions de limitacions de l'administració franquista.